# Kapbiene
Die Kapbiene (Apis mellifera capensis) ist die südlichste aller Unterarten der Westlichen Honigbiene. Äußerlich kaum von der südostafrikanischen Hochlandbiene (Apis mellifera scutellata) zu unterscheiden, hat sie völlig andere Eigenschaften als diese. Neben ihrer relativen Sanftmut unterscheidet sie auch eine geringere Brutfreudigkeit von der südostafrikanischen Hochlandbiene. Am interessantesten ist jedoch ihre Fähigkeit, aus (unbefruchteten) Arbeiterinnen-Eiern weibliche Bienen (weibliche Parthenogenese) und sogar wiederum vollwertige Königinnen aufzuziehen.
Außerhalb ihrer Heimat hat die Kapbiene in der Imkerei derzeit keine nennenswerte Bedeutung, auch deshalb, weil sie den mitteleuropäischen Winter nicht übersteht. Für die Bienenwissenschaft haben dagegen ihre Biologie und Verhaltensweisen einen hohen Stellenwert. So könnte beispielsweise ihre Resistenz gegen die Varroamilbe zukünftig für die Bienenzucht interessant sein.
Werden versuchsweise Kap-Völker in Europa aufgestellt, kommt es vor, dass Kap-Arbeiterinnen in Völker europäischer Herkunft eindringen. Sie töten dort die Königin, um anschließend selbst mit der Eiablage zu beginnen und damit die Völker umzuwandeln.